# ポブレー修道院
ポブレー修道院（ポブレーしゅうどういん、カタルーニャ語:Monestir Reial de Santa Maria de Poblet）は、スペイン・カタルーニャ州タラゴナ県にあるシトー会の修道院。ポブレ修道院の表記もある。1991年にユネスコの世界遺産に登録された。

## ギャラリー

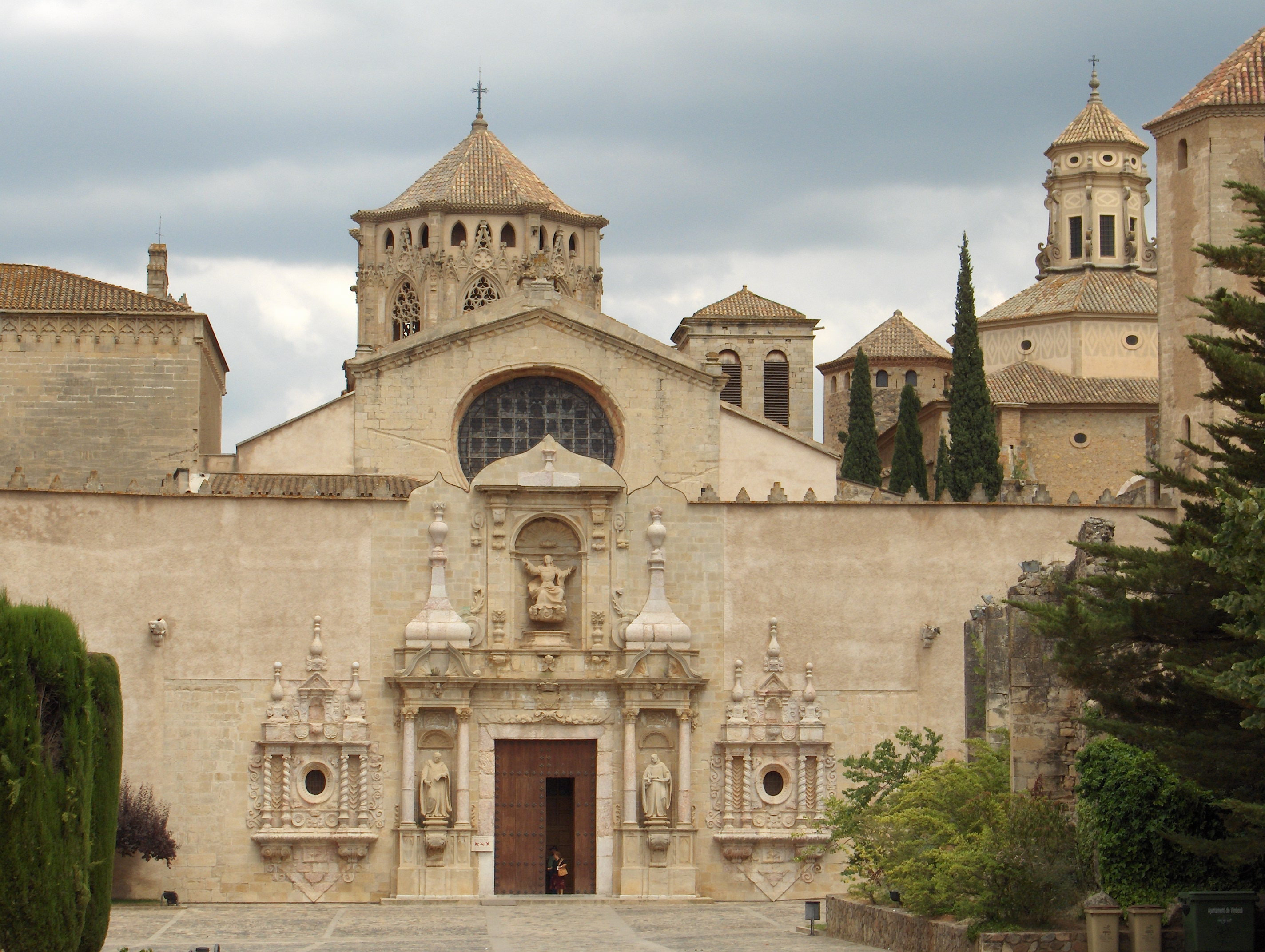
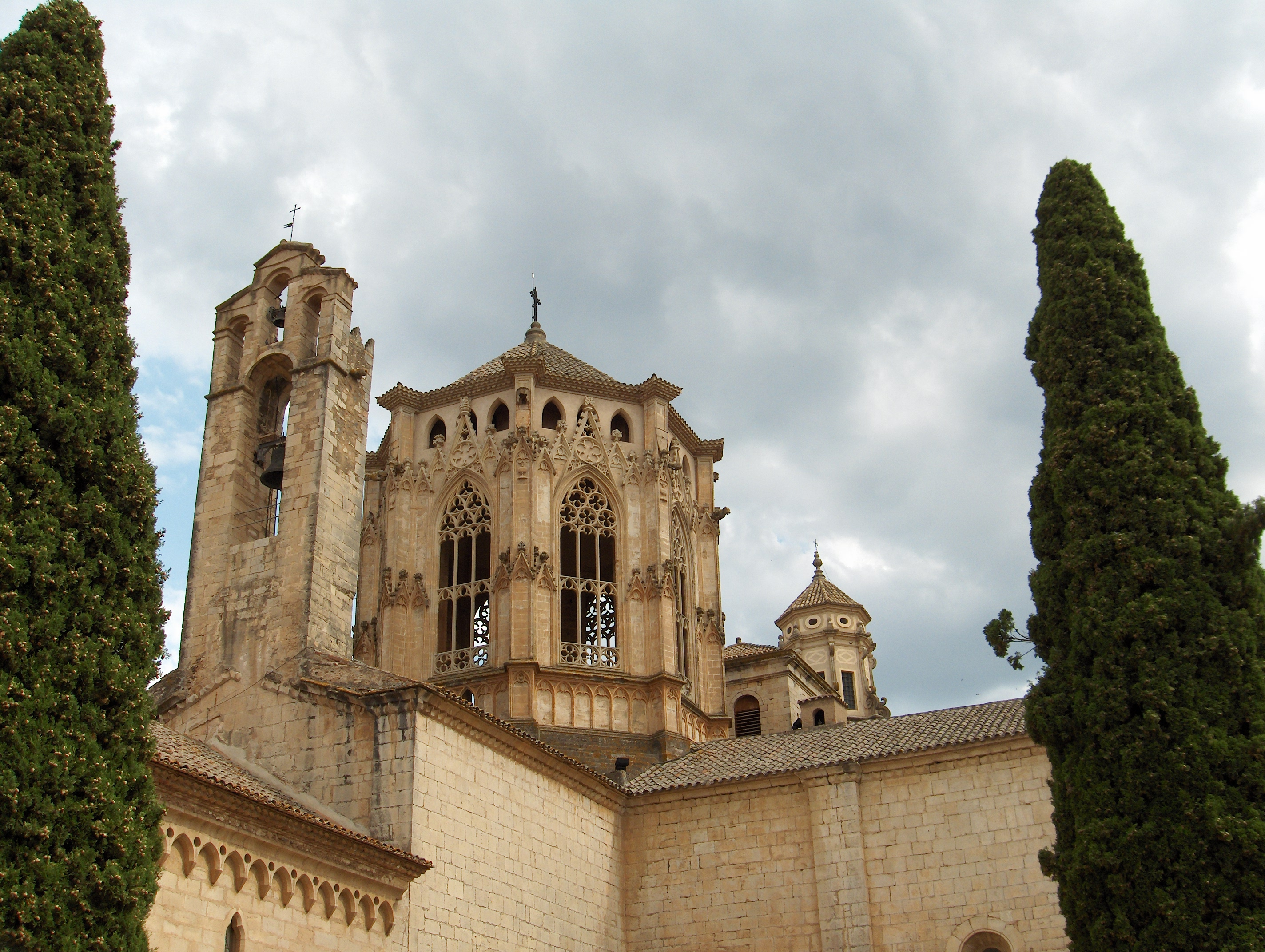
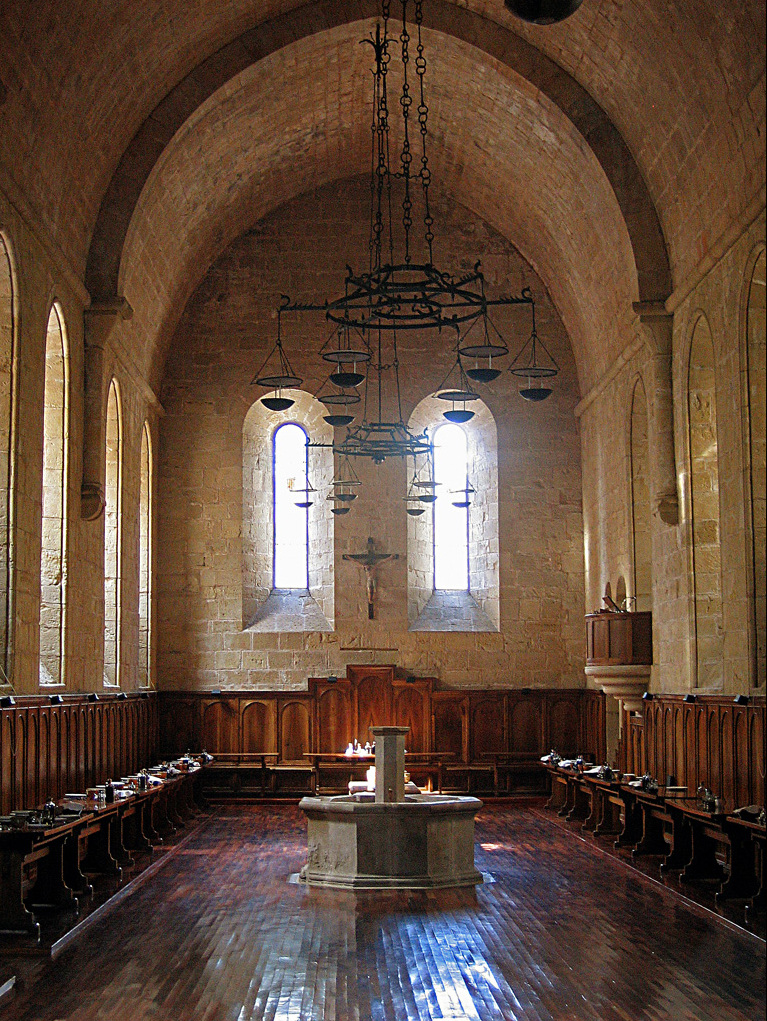
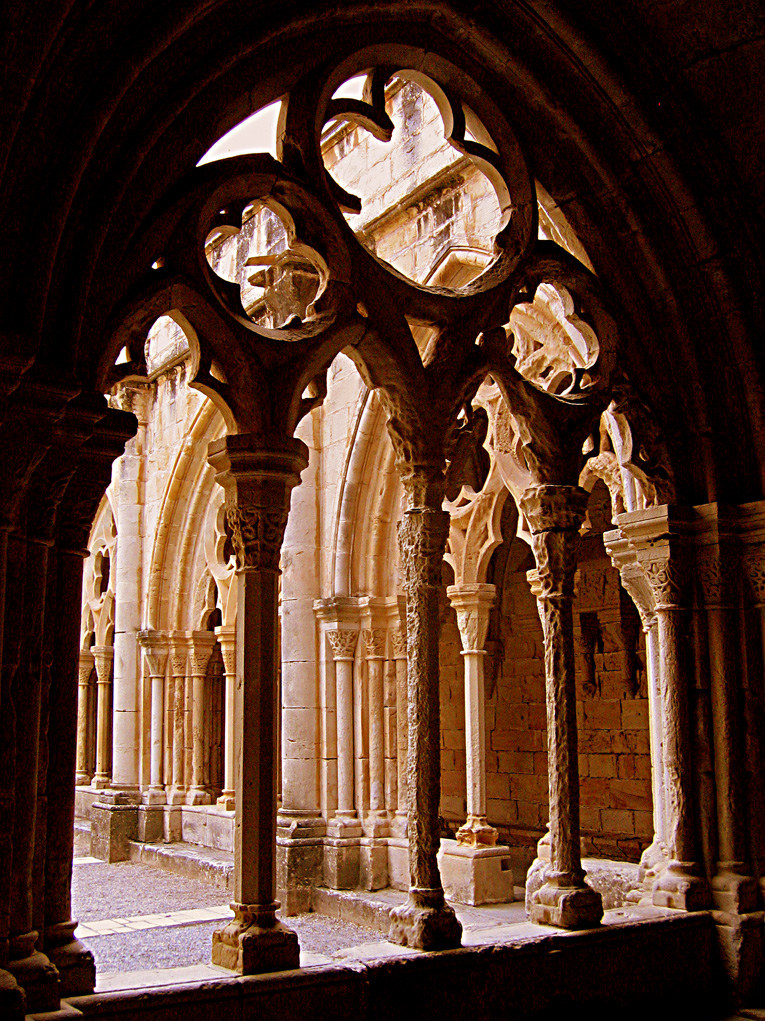
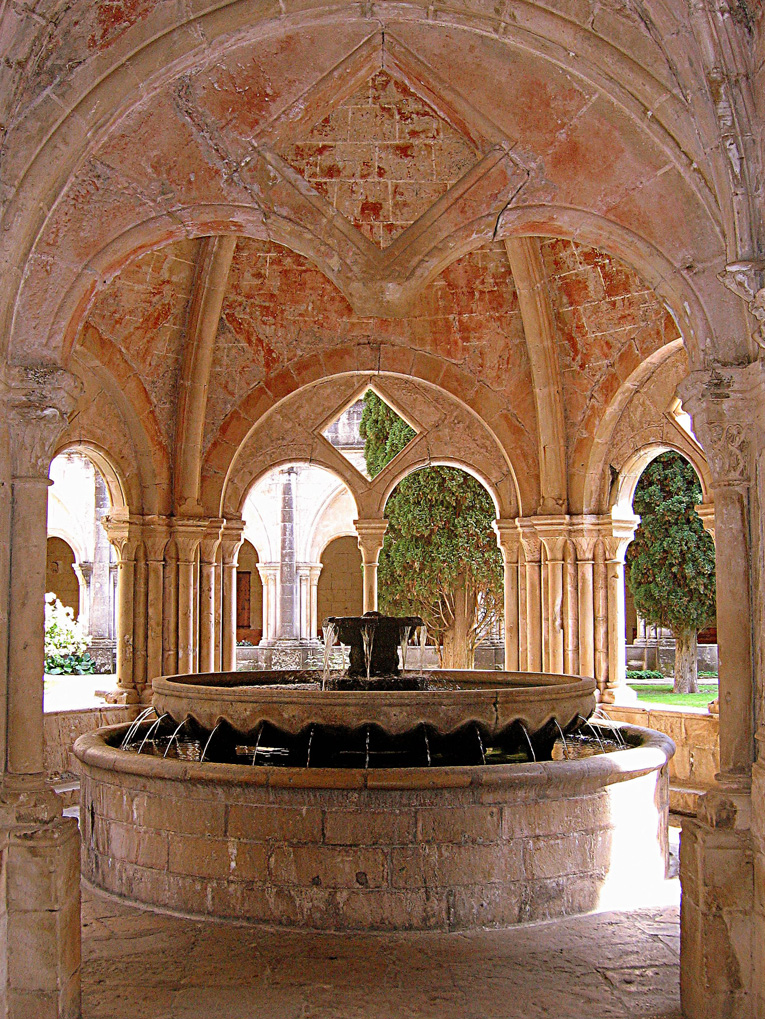
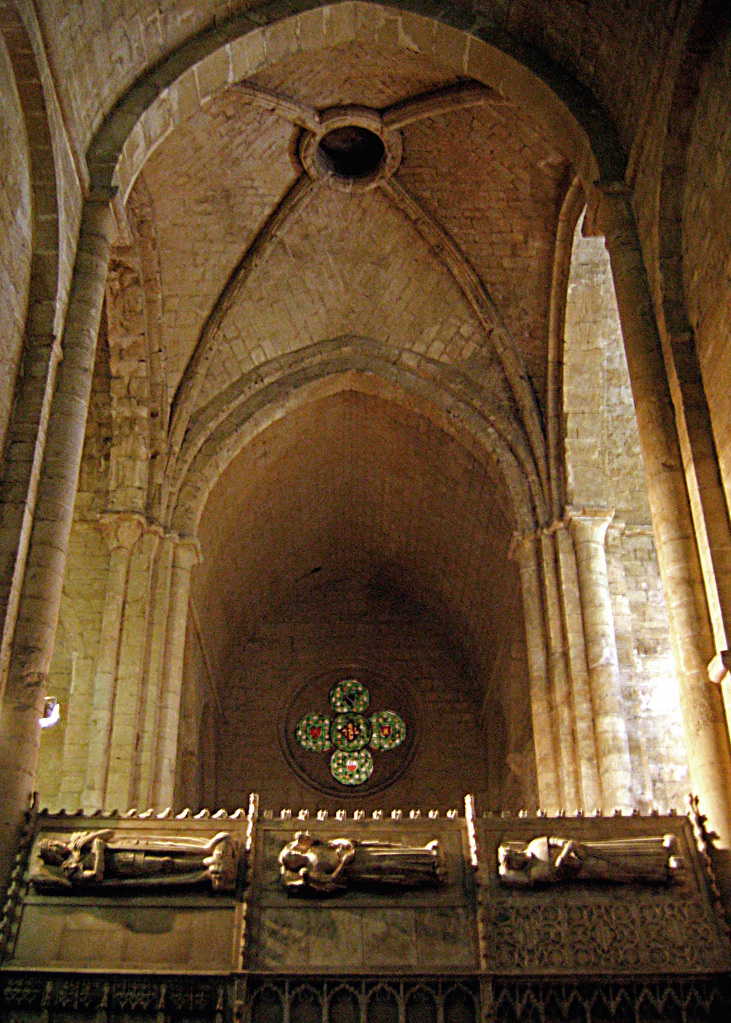
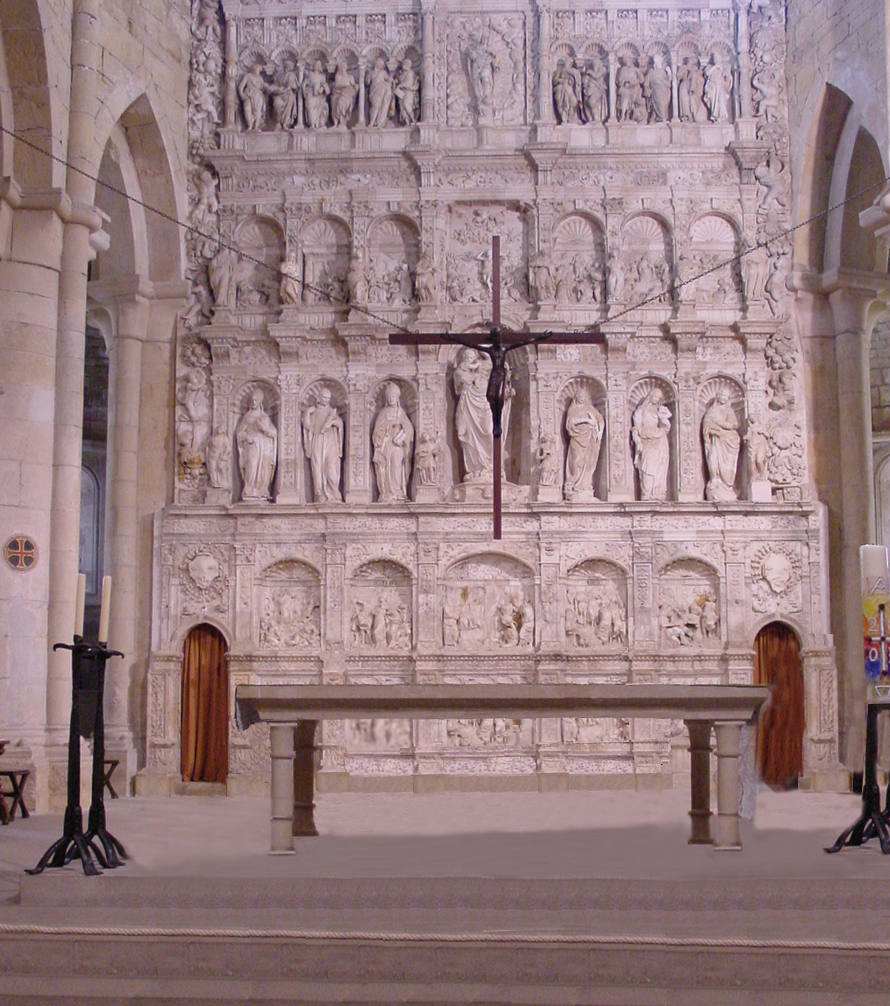

## 歴史
カタルーニャ州タラゴナ県クンカ・ダ・バルバラー郡のビンブディー・イ・ポブレーにあるポブレー修道院は、スペイン国内有数の規模を持つ修道院である。1151年、バルセロナ伯ラモン・バランゲー4世にこの地を与えられたフォンフロワド修道院（フランス、ナルボンヌ近郊）のシトー会士らによって築かれた。ハイメ1世やペドロ4世らアラゴン王国の王や王妃たちの墓所がある。1835年にメンディサバル法が出された結果一時荒廃したが、1940年以降修復が行なわれ、修道士たちが戻り、今日に至っている。

## 登録基準
この世界遺産は世界遺産登録基準のうち、以下の条件を満たし、登録された（以下の基準は世界遺産センター公表の登録基準からの翻訳、引用である）。
- (1) 人類の創造的才能を表現する傑作。
- (4) 人類の歴史上重要な時代を例証する建築様式、建築物群、技術の集積または景観の優れた例。